# Adriano Durante
Adriano Durante (Treviso, 24 juli 1940 - Oderzo, 23 juni 2009), was een Italiaans wielrenner.

## Belangrijkste overwinningen
1963
- 8e etappe Ronde van Italië
- Ronde van Lazio
- Ronde van Piëmont
- Milaan-Vignola
- Ronde van Campanië

1964
- Ronde van Romagna

1965
- 13e etappe Ronde van Frankrijk
- 4e en 9e etappe Ronde van Italië
- Coppa Bernocchi
- Ronde van Reggio Calabria
- 5e etappe Ruta del Sol

1966
- Milaan-Vignola
- 1e etappe Parijs-Nice

1968
- GP Industria & Commercio di Prato

1969
- 4e etappe Tirremo-Adriatico

1970
- Milaan-Vignola

## Resultaten in voornaamste wedstrijden
| Jaar | Ronde van Italië | Ronde van Frankrijk | Ronde van Spanje |
| ---- | ---------------- | ------------------- | ---------------- |
| 1963 | opgave (1)       |                     |                  |
| 1964 | 75e              |                     |                  |
| 1965 | 65e (2)          | 73e (1)             |                  |
| 1966 | 57e              |                     |                  |
| 1967 | 65e              | 80e                 |                  |
| 1968 | 72e              |                     |                  |
| 1969 | opgave           |                     |                  |
| 1970 | 96e              | 99e                 |                  |
| 1974 | opgave           |                     |                  |

| Jaar | Milaan-San Remo | Ronde van Vlaanderen | Parijs-Roubaix | Luik-Bast.‑Luik | Ronde van Lombardije | Rund um den Henninger-Turm |  | WK op de weg |  | Wereldranglijsten |
| ---- | --------------- | -------------------- | -------------- | --------------- | -------------------- | -------------------------- |  | ------------ |  | ----------------- |
| 1963 | 122e            |                      |                |                 | ↑                    |                            |  | 32e          |  | 21e (SPP)         |
| 1964 | 102e            |                      |                |                 | 4e                   |                            |  | 14e          |  |                   |
| 1965 | 63e             |                      | 56e            | 19e             |                      |                            |  |              |  |                   |
| 1966 | ↑               | ↑                    | 13e            | 23e             |                      |                            |  |              |  | 11e (SPP)         |
| 1967 | 16e             | 18e                  | 19e            |                 |                      | 6e                         |  |              |  |                   |
| 1968 | ↑               |                      | 27e            |                 | 10e                  |                            |  |              |  |                   |
| 1969 |                 |                      |                |                 |                      |                            |  |              |  |                   |
| 1970 | 92e             |                      |                |                 |                      |                            |  |              |  |                   |
| 1974 | 26e             |                      |                |                 |                      |                            |  |              |  |                   |